# ジョーン・G・ロビンソン
ジョーン・ゲイル・ロビンソン（Joan Gale Robinson、1910年2月10日 - 1988年8月20日）はイギリスの児童文学作家。バッキンガムシャー州生まれ。イラストレーターとしての教育を受け1939年から自身の作品の執筆を開始、イラストも自ら手がけた。
法廷弁護士だった両親の4人の子どもの2番目の子で母親はケンブリッジ大学に入学を許可された最初の女子学生の1人。ロンドンの北西部ハムステッド・ガーデン・サバーブで子供時代を過ごし、7つの学校に通ったが卒業試験を受けず、卒業には至っていない。早くから絵を書くことに憧れ、14歳で幼児のための絵本の挿絵を描き始めた。
その後、少し上の子ども向けの児童文学作品に移り、『くまのテディ・ロビンソン』シリーズで世界的にその名を知られるようになる。

## 作品
彼女の多くの作品の中に、『すえっこ、マリー、マリー』（Mary,Mary）、『思い出のマーニー』（When Marnie Was There）と『くまのテディ・ロビンソン』（Teddy Robinson）がある。
夫と一緒に働きながら、彼女は生涯に30冊以上の本を出した。その多くは彼女自身の家庭の中で読み聞かされ、その反響を確認されたものである。
そして彼女の家族も時々その作品の中に登場している。くまのテディ・ロビンソンは本当のテディベアで彼女の娘デボラのもので、デボラもお話の中に出てくる。

## 作品リスト
- A stands for angel (1939)
- Our father (1940)
- God of all things (1948)
- Ten little angels (1951)
- Teddy Robinson（『くまのテディ・ロビンソン』） (1953)
- The happy year (1953)
- Teddy Robinson's book (1955)
- Dear Teddy Robinson (1956)
- Where is God? (1957)
- Mary-Mary（『すえっこ、マリー、マリー』） (1957)
- More Mary-Mary (1958)
- Seven days (1964)
- When Marnie Was There（『思い出のマーニー』） (1967)
- Charley (1969)
- Teddy Robinson himself (1974)

## 日本語訳された作品
- 『思い出のマーニー <上>、<下>』岩波少年少女文庫、松野正子訳、岩波書店、1980年